# Protogygia comstocki
Protogygia comstocki là một loài bướm đêm trong họ Noctuidae.